# Teluk Kabung
Teluk Kabung is een bestuurslaag in het regentschap Indragiri Hilir van de provincie Riau, Indonesië. Teluk Kabung telt 4819 inwoners (volkstelling 2010).